# Уставни референдум у Србији 2006.
Народна скупштина Републике Србије је на посебној седници, 30. септембра 2006. године, једногласно усвојила предлог новог Устава Србије. Дан касније, 1. октобра, председник парламента, Предраг Марковић, расписао је референдум о потврђивању највишег правног акта за 28. и 29. октобар.
Све најважније парламентарне странке позвале су, у референдумској кампањи, грађане да изађу на биралишта. Истовремено, политичке странке Либерално-демократска партија, Лига социјалдемократа Војводине, Грађански савез Србије и Социјалдемократска унија позвале су грађане да бојкотују референдум.
Првог референдумског дана, 28. октобра, у Београду су гласали председник Србије и лидер ДС, Борис Тадић, премијер и лидер ДСС-а Војислав Коштуница, као и заменик председника Српске радикалне странке, Томислав Николић. Они су поново позвали грађане да изађу на биралишта.
Ово гласање је веома важно, треба донети највиши правни акт и направити дистанцу од времена које није прославило Србију. Овај Устав је несумњиво бољи од постојећег и има много места којима можемо да се поносимо, попели смо се, у правном смислу, степеницу више.— Борис Тадић
У том раздобљу, сви они који данас и сутра учествују на референдуму постају не само учесници, већ творци новог почетка и раздобља у историји Србије.— Војислав Коштуница
Последице неизгласавања Устава биле би катастрофалне, јер би се неуспеху референдума радовали албански сепаратисти и њихови политички ментори.— Томислав Николић
Резултат референдума о уставу Србије 2006.
По затварању бирачких места, у недељу увече, ЦЕСИД је саопштио да је ипак на бирачка места изашло више од преко потребног броја од 50% уписаних бирача, а да је за Устав гласало око 53-54% грађана. Републичка изборна комисија је то исто саопштила.
Либерално-демократска партија је оптужила власт за крађу референдума тиме што је на чудан начин повећана излазност грађана у недељу послеподне и увече.
Другог новембра 2006. године, Републичка изборна комисија је објавила коначне резултате референдума: на биралишта је изашло 3.645.517 грађана или 54,91%. За Устав је гласало 3.521.724 или 53,04%.
Посланици Скупштине Србије су 8. новембра, на свечаној седници којој је присуствовао државни врх Србије, верски великодостојници и страни амбасадори, прогласили нови Устав.
Сутрадан, 9. новембра, посланици су започели расправу о предлогу Уставног закона за спровођење Устава. Десетог новембра, парламент је усвојио тај предлог и председник Републике, Борис Тадић, расписао је парламентарне изборе за 21. јануар 2007. године.